# Saint-Julien-sur-Dheune
Saint-Julien-sur-Dheune település Franciaországban, Saône-et-Loire megyében. Lakosainak száma 230 fő (2022. január 1.). Saint-Julien-sur-Dheune Essertenne, Le Breuil, Écuisses, Morey és Villeneuve-en-Montagne községekkel határos.

## Népesség
A település népessége az elmúlt években az alábbi módon változott:
| Lakosok száma | 246  | 239  | 243  | 239  | 244  | 243  | 242  | 236  | 230  |
|               | 2013 | 2015 | 2016 | 2017 | 2018 | 2019 | 2020 | 2021 | 2022 |